# Euopius lamellatus
Euopius lamellatus är en stekelart som beskrevs av Fischer 1980. Euopius lamellatus ingår i släktet Euopius och familjen bracksteklar. Inga underarter finns listade i Catalogue of Life.